# Christer Garpenborg
Harry Christer Garpenborg (ur. 12 maja 1952 w Sztokholmie) – szwedzki lekkoatleta, sprinter.

## Kariera sportowa
Zajął 4. miejsce w biegu na 60 metrów na halowych mistrzostwach Europy w 1974 w Göteborgu. Na mistrzostwach Europy w 1974 w Rzymie zajął 7. miejsce w finale biegu na 100 metrów oraz odpadł w eliminacjach sztafety 4 × 100 metrów. Odpadł w ćwierćfinale biegu na 100 metrów na igrzyskach olimpijskich w 1976 w Montrealu.
Zdobył srebrny medal w biegu na 60 metrów na halowych mistrzostwach Europy w 1977 w San Sebastián, przegrywając jedynie z Wałerijem Borzowem ze Związku Radzieckiego, a wyprzedzając Mariana Woronina z Polski. Na kolejnych halowych mistrzostwach Europy w 1978 w Mediolanie odpadł w półfinale tej konkurencji.
Garpenborg był mistrzem Szwecji w biegu na 100 metrów w latach 1974–1979 i 1981 oraz w sztafecie 4 × 100 metrów w latach 1972–1975, 1981 i 1982, a w hali mistrzem swego kraju w biegu na 60 metrów w 1979 oraz w sztafecie 4 × 400 metrów w 1972. Był także mistrzem Stanów Zjednoczonych (AAU) w biegu na 100 metrów w 1976.
Był rekordzistą Szwecji w biegu na 100 metrów z czasem 10,25 s, ustanowionym 11 czerwca 1976 w Westwood (rekord ten przetrwał do 1996) oraz w sztafecie 4 × 100 metrów z czasem 39,59 s (17 sierpnia 1974 w Helsinkach).

## Rekordy życiowe
- bieg na 100 metrów – 10,25 s (1 czerwca 1976, Westwood)
- bieg na 200 metrów – 21,09 (7 sierpnia 1977, Göteborg)
- bieg na 60 metrów (hala) – 6,60 s (12 marca 1977, San Sebastián)[10][11]